# Capraia Isola
Capraia Isola is een gemeente op het eiland Capraia in de Italiaanse provincie Livorno, (regio Toscane). Het eiland Capraia ligt in de Ligurische Zee, iets ten oosten van de noordpunt van Corsica. De gemeente Capraia telt 366 inwoners (31-12-2004), heeft een oppervlakte van 19,0 km² en een bevolkingsdichtheid van 19 inwoners per km². Het eiland heette vroeger Capraria.
Tot 1986 was het grootste deel van het eiland in gebruik als strafkolonie. Op het eiland wordt wijn verbouwd en er is visserij op ansjovis. Een groot deel van het eiland heeft de status van nationaal park. La Praiola, een klein eilandje voor de westkust van Capraia, is onderdeel van dit nationaal park.

## Demografie
Capraia Isola telt ongeveer 223 huishoudens. Het aantal inwoners steeg in de periode 1991-2001 met 24,7% volgens cijfers uit de tienjaarlijkse volkstellingen van ISTAT.
| Jaar | Inwoneraantal |
| ---- | ------------- |
| 1991 | 267           |
| 2001 | 333           |

Bibbona · Campiglia Marittima · Campo nell'Elba · Capoliveri · Capraia Isola · Castagneto Carducci · Cecina · Collesalvetti · Livorno · Marciana · Marciana Marina · Piombino · Porto Azzurro · Portoferraio · Rio Marina · Rio nell'Elba · Rosignano Marittimo · San Vincenzo · Sassetta · Suvereto
1. ↑  https://demo.istat.it/?l=it.